# Beans and Fatback
Beans and Fatback je studiové album amerického hudebníka Linka Wraye. Vydáno bylo v roce 1973 společností Virgin Records a jeho producentem byl Steve Verroca. Nahrávky však pochází již z roku 1971. Nahrávalo se na Wrayově farmě (v budově nazývané Wray's Shack Three Track) a to ve stejné době jako alba Link Wray a Mordicai Jones, která obě vyšla již v roce 1971.

## Seznam skladeb
| Pořadí | Název                        | Autor                                          | Délka |
| ------ | ---------------------------- | ---------------------------------------------- | ----- |
| 1.     | Beans and Fatback            | Link Wray, Yvonne Verroca                      | 1:36  |
| 2.     | I'm So Glad, I'm So Proud    | Link Wray, Yvonne Verroca                      | 6:21  |
| 3.     | Shawnee Tribe                | Link Wray, Yvonne Verroca                      | 3:27  |
| 4.     | Hobo Man                     | Link Wray, Yvonne Verroca                      | 3:53  |
| 5.     | Georgia Pines                | tradicionál; aranžmá Link Wray, Yvonne Verroca | 3:57  |
| 6.     | Alabama Electric Circus      | Link Wray, Yvonne Verroca                      | 3:59  |
| 7.     | Water Boy                    | Link Wray, Yvonne Verroca                      | 6:12  |
| 8.     | From Tulsa to North Carolina | Link Wray, Yvonne Verroca                      | 4:30  |
| 9.     | Right or Wrong (You Lose)    | Link Wray, Yvonne Verroca                      | 2:58  |
| 10.    | In the Pines                 | tradicionál; aranžmá Link Wray, Yvonne Verroca | 7:09  |
| 11.    | Take My Hand (Precious Lord) | tradicionál; aranžmá Link Wray, Yvonne Verroca | 3:38  |

## Obsazení
Hudebníci
- Link Wray – elektrická & akustická kytara, dobro, dvanáctistrunná kytara, baskytara, steel kytara, zpěv
- Doug Wray – doprovodná kytara, doprovodné vokály
- Bobby Howard (Mordicai Jones) – klavír, mandolína
- Billy Hodges – klavír, varhany, doprovodné vokály
- Steve Verroca – bicí, perkuse, doprovodné vokály

Technická podpora
- Steve Verroca – produkce
- Simon Heyworth – zvukový inženýr, mixing